# Niña Pastori
María Rosa García García, mais conhecida como Niña Pastori (San Fernando, 15 de janeiro de 1978) é uma cantora espanhola de flamenco. É bisneta da cantora de flamenco Inés "la del Pelao" e foi fortemente influenciada por Camarón de la Isla. Publicou o seu primeiro álbum graças a Alejandro Sanz. Em 2016, foi indicada ao Grammy Latino de Melhor Álbum de Flamenco por seu álbum Ámame Como Soy.

## Discografia
- Entre dos puertos, 1996
- Eres luz, 1998
- Cañaílla, 2000
- María, 2002
- No hay quinto malo, 2005
- Joyas prestadas, 2006
- Joyas propias, 2007
- Esperando verte, 2009
- Ámame Como Soy, 2015